# روبرت إو كروكيت
روبرت إو كروكيت (بالإنجليزية: Robert O. Crockett)‏ (و. 1881 – 1955 م) هو سياسي من الولايات المتحدة الأمريكية .
وهو عضو في الحزب الجمهوري .